# Boven Saramacca
Boven Saramacca – miasto w dystrykcie Sipaliwini, w Surinamie. Według danych na rok 2012 miasto zamieszkiwało 1427 osób, a gęstość zaludnienia wyniosła 0,24 os./km².

## Klimat
Klimat jest podrównikowy. Średnia temperatura wynosi 22°C. Najcieplejszym miesiącem jest wrzesień (24°C), a najzimniejszym miesiącem jest styczeń (20°C). Średnie opady wynoszą 3095 milimetrów rocznie. Najbardziej wilgotnym miesiącem jest luty (432 milimetrów), a najbardziej suchym miesiącem jest październik (59 milimetrów).